# 트란스니스트리아의 총리

트란스니스트리아의 국장(國章)

트란스니스트리아 몰도바 공화국의 총리(러시아어: Председатель Правительства Приднестровской Молдавской Республики)는 트란스니스트리아의 내각수반이다. 2012년 1월에 부통령직을 대신하여 관직(官職)이 설치되었다.

## 역대 총리
| 역대 | 총리                  | 사진 | 취임일자         | 퇴임일자         | 대통령                              |
| ---- | --------------------- | ---- | ---------------- | ---------------- | ----------------------------------- |
| 1    | 표트르 스테파노프     |      | 2012년 1월 18일  | 2013년 7월 10일  | 예브게니 솁추크                     |
| 2    | 타티야나 투란스카야   |      | 2013년 7월 10일  | 2015년 12월 2일  | 예브게니 솁추크                     |
| -    | 마이야 파르나스       |      | 2015년 12월 2일  | 2015년 12월 23일 | 예브게니 솁추크                     |
| 3    | 파벨 프로쿠딘         |      | 2015년 12월 23일 | 2016년 12월 17일 | 예브게니 솁추크 바딤 크라스노셀스키 |
| 4    | 알렉산드르 마르티노프 |      | 2016년 12월 17일 | 2022년 5월 30일  | 바딤 크라스노셀스키                 |
| 5    | 알렉산드르 로젠베르크 |      | 2022년 5월 30일  | 현임             | 바딤 크라스노셀스키                 |

## 같이 보기
- 트란스니스트리아의 대통령